# Josefine Dora

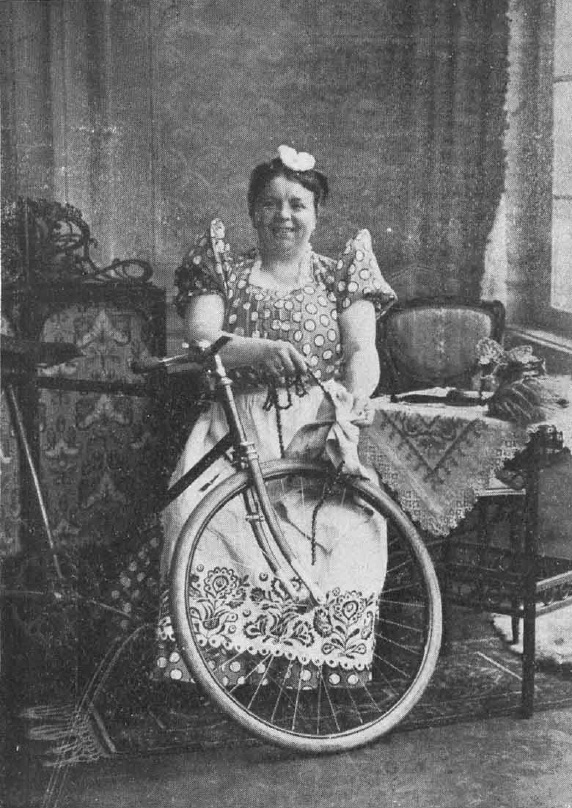
Josefine Dora, 1907

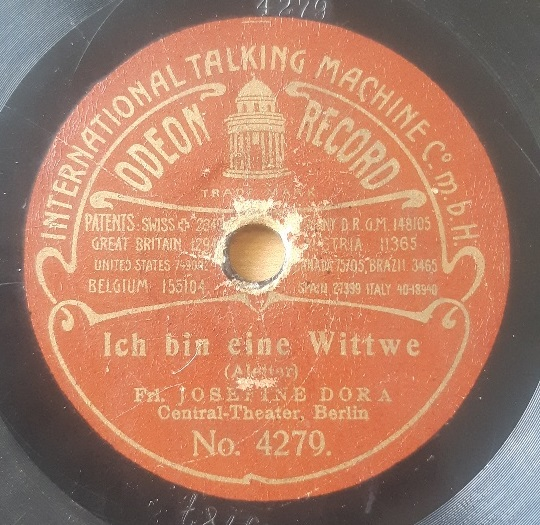
Schallplatte von Josefine Dora (Leipzig 1904)

Josefine Dora, gebürtig Isidora Emilie Skuhra Friese (* 13. November 1867 in Wien; † 28. Mai 1944 in Kühlungsborn), war eine österreichische Schauspielerin und Operettensängerin (Sopran).

## Leben
Die Tochter des Schauspielers Carl Adolf Friese stand am 6. Januar 1870 in dem Schauspiel Der Kinderarzt im Theater an der Wien erstmals auf der Bühne. An der Seite ihres Vaters war sie eine Kinderdarstellerin, die auch in Deutschland, den Niederlanden und der Schweiz auftrat.
1881 erhielt sie ein festes Engagement am Theater an der Wien. Josefine Dora machte sich zu dieser Zeit einen Namen als Soubrette und gastierte bis 1885 in den USA. Danach spielte sie am Berliner Central-Theater, wo sie vorwiegend in Operetten wie Der Zigeunerbaron, Der Bettelstudent, Gasparone, Die Fledermaus und Der Vogelhändler zu sehen war. Später führten Gastrollen beim Theater sie bis nach Bremen, London und Prag.
Die Schauspielerin stand seit 1913 in einer Vielzahl von Filmen vor der Kamera, meist in kleineren Rollen. Bis kurz vor ihrem Tod verkörperte sie hier etwas schrullige ältere Damen.
Josefine Dora heiratete am 29. Dezember 1888 den Schauspieler Richard Schultz und in zweiter Ehe den Schauspieler Georg Worlitzsch, der während der Vorstellung des Lustspiels Ihre Familie am Deutschen Theater in London, wo er auch zuletzt engagiert war, am 22. Januar 1902 plötzlich einem Schlaganfall erlag. In dritter Ehe war sie mit dem Schauspieler Arthur Weinschenk verheiratet.
Erste Aufnahmen für Odeon (Leipzig 1904), dann G&T (Berlin 1907) und Gramophone (Berlin 1908–15).

## Filmografie (Auswahl)
- 1913: Das verschleierte Bild von Groß-Kleindorf
- 1913: Eine Nacht im Mädchenpensionat
- 1914: Eine tolle Nacht
- 1916: Paulchen Semmelmann
- 1916: Arme Eva Maria
- 1918: Katinka
- 1918: Arme Lena
- 1919: Der Klapperstorchverband
- 1919: Die Puppe
- 1919: Im Dienste der Liebe
- 1919: Wenn Männer streiken
- 1920: Romeo und Julia im Schnee
- 1920: Die Brüder Karamasoff
- 1920: Eine Frau mit Vergangenheit
- 1920: Jenseits von gut und Böse
- 1921: Die Fremde aus der Elstergasse
- 1921: Die Amazone
- 1921: Der Flug in den Tod
- 1922: Die fünf Frankfurter
- 1922: Das Spiel mit dem Weibe
- 1922: Sie und die Drei
- 1922: Schatten der Vergangenheit
- 1923: Friedrich Schiller
- 1923: Das Spiel der Liebe
- 1925: Blitzzug der Liebe
- 1925: Die Zirkusprinzessin
- 1927: Die Liebe der Jeanne Ney
- 1927: Das gefährliche Alter
- 1927: Der falsche Prinz
- 1928: Der Biberpelz
- 1928: Lemkes sel. Witwe
- 1928: Heut’ tanzt Mariett
- 1928: Mikosch rückt ein
- 1929: Fräulein Lausbub
- 1929: Die Jugendgeliebte
- 1930: Zapfenstreich am Rhein
- 1930: Cyankali
- 1930: Pension Schöller
- 1931: Der brave Sünder
- 1931: Die Koffer des Herrn O. F.
- 1932: Kampf
- 1933: Gretel zieht das große Los
- 1934: Ein Mädchen mit Prokura
- 1934: Die Liebe und die erste Eisenbahn
- 1934: Der stählerne Strahl
- 1935: Künstlerliebe
- 1935: Endstation
- 1935: Ehestreik
- 1935: Der Ammenkönig
- 1936: Liebeserwachen
- 1936: Die Stunde der Versuchung
- 1936: Drei Mäderl um Schubert
- 1936: Männer vor der Ehe
- 1936: Fiakerlied
- 1936: Burgtheater
- 1937: Die Kronzeugin
- 1937: Liebe kann lügen
- 1937: Gauner im Frack
- 1938: Die fromme Lüge
- 1938: Schwarzfahrt ins Glück
- 1938: Frau Sixta
- 1938: Nanu, Sie kennen Korff noch nicht?
- 1938: Das Leben kann so schön sein
- 1939: Ins blaue Leben
- 1939: Frau am Steuer
- 1939: Fasching
- 1939: Das Ekel
- 1939: Roman eines Arztes
- 1939: Drei Väter um Anna
- 1939: Alarm auf Station III
- 1939: Ein hoffnungsloser Fall
- 1939: Das Recht auf Liebe
- 1939: Heimatland
- 1940: Lauter Liebe
- 1940: Der Sündenbock
- 1940: Herz ohne Heimat
- 1940: Unser Fräulein Doktor
- 1940: Der laufende Berg
- 1941: Blutsbrüderschaft
- 1941: Der Weg ins Freie
- 1941: Auf Wiedersehn, Franziska
- 1941: Annelie
- 1941: Clarissa
- 1942: Gefährtin meines Sommers
- 1943: Maske in Blau
- 1943: Musik in Salzburg
- 1943: Ich hab’ von dir geträumt